# Karam Mashour
Karam Mashour (em hebraico:  כארם משעור) (Nazaré, 9 de agosto de 1991) é um basquetebolista profissional israelense que atualmente joga pelo Maccabi Tel Aviv na Ligat HaAl e Euroliga. Jogou na NCAA por UNLV Runnin' Rebels entre 2010 e 2012 e Morehead State Eagles entre 2013 e 2015, com médias de 6,8 pontos, 3,7 rebotes e 0,9 assistências por partida.